# Гритти, Андреа
Андреа Гритти (итал. Andrea Gritti; 17 апреля 1455, Бардолино — 28 декабря 1538, Венеция) — 77-й венецианский дож, дипломат и военачальник.

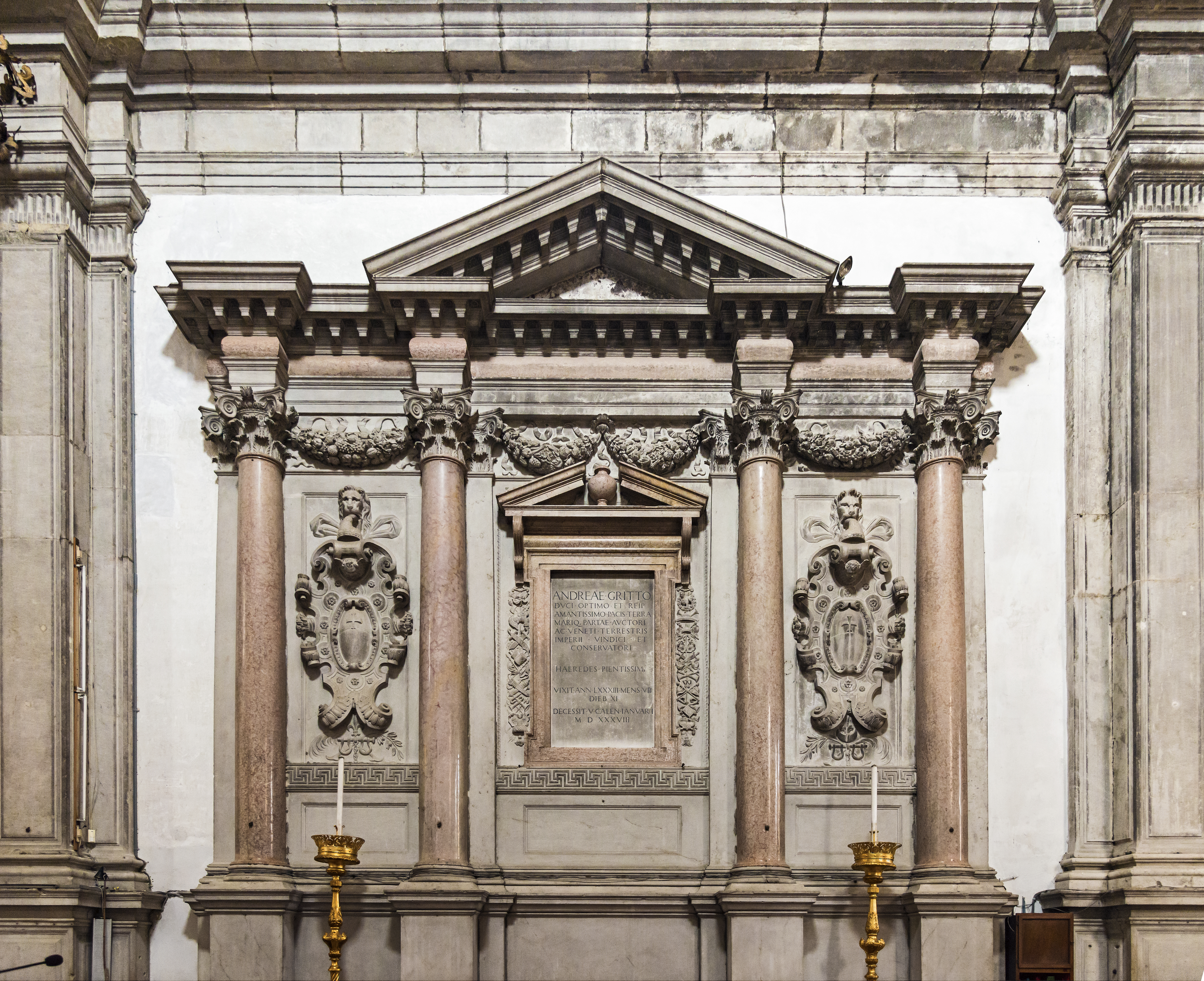
Его гробница в Венеции.

## Биография
После смерти отца опекуном Андреа был назначен его дед Триадано, влиятельный человек в Венецианской республике.
Благодаря связям деда Гритти приписывают к посольствам Англии, Франции и Испании. В 1485 году молодой дипломат направляется в Константинополь, столицу Османской империи. Здесь он становится близким другом султана Баязида II. Для европейцев он становится посредником в контактах с властью, а также отстаивает интересы венецианцев. В 1499 году в Константинополе Гритти заключают в тюрьму по обвиненению в шпионаже, но избегает казни, благодаря его дружбе и связям. Его освобождают спустя четыре года.
В первых годах шестнадцатого столетия Гритти совершает ряд представительских и дипломатических поездок по странам Европы. А в 1505 году становится подестой Падуи.
В 1509 году после поражения венецианской армии в битве при Аньяделло, Гритти был назначен проведитором венецианских войск. Гритти освобождает Падую, потерянную после Аньяделло. Далее Гритти отнимает у французов Брешию и Бергамо, и попадает в плен. В плену он был отправлен в Париж, где ему удалось добиться расположения Людовика XII и склонить его на сторону Венеции. Вернувшись на родину, он присоединил военные силы республики к французской армии и одерживал новые победы над имперцами.
В 1509 году Андреа Гритти был избран в прокураторы Базилики Сан-Марко. Это назначение было привилегией, которой обладало ограниченное число венецианской знати и было показателем успешной политической карьеры.
До избрания дожем, он продолжал оставаться проведитором и в Камбрейской лиге, и в последующей Священной лиге. Выполнял важные дипломатические миссии. Таким образом, Гритти сделал выдающуюся дипломатическую и военную карьеру.
После избрания дожем в 1523 году, Гритти заключает соглашение с Карлом V, императором Священной Римской империи. Тем самым он выводит Венецию из Итальянских войн. В то же время он пытается сохранить нейтралитет Венеции в борьбе между королём Франции Франциском I и императором Карлом V, убеждая их обратить внимание на предотвращении активности Османской империи.
Для сохранения шаткого мира с турками, Гритти назначает своего сына Луиджи, советником к великому визирю Ибрагиму и султану Сулейману. Но, тем не менее, он так и не смог предотвратить нападение Сулеймана I на Корфу в 1537 году, что привело к вовлечению Венеции в войну с турками.

## Семья и дети
- Сын Альвизе Луиджи Гритти, рожденный от невольницы во время пребывания Андреа венецианским послом в Стамбуле, стал министром турецкого султана, а также регентом Венгрии с 1530 по 1534 год[1].

## Смерть
Гритти умер в 1538 году. Он был похоронен в церкви Сан-Франческо делла Винья в Венеции.